# 英海军司令避暑房旧址四眼楼
英海军司令避暑房旧址四眼楼，位于山东省威海市环翠区环海路7－1号黄泥沟村，是中华人民共和国山东省文物保护单位之一。
2006年12月7日，授予山东省文物保护单位，是一座近现代重要史迹及代表性建筑。